# Blaha Lujza tér
A Blaha Lujza tér Budapest VIII. kerületében, Palotanegyed városrészben található. Ez az egyik legforgalmasabb tér Budapesten. A Rákóczi út és a Nagykörút kereszteződése mellett található. Blaha Lujzáról, a 19. század századvégi és az azt követő századeleji híres népszínművész-énekesnőről, az akkor csaknem hetvenéves „nemzet csalogányáról” nevezték el, 1920-ban, ugyanis a művésznő évtizedekig volt tagja a Nemzeti Színház társulatának, s a közelben, a Rákóczi út és az Erzsébet körút sarkán álló házban lakott. A terület előzőleg a Népszínház utca egy részét alkotta. A teret egyik oldalról határoló Rákóczi út közigazgatási határt képez a VII. és a VIII. kerület között.
A főváros és az ország egyik legnagyobb forgalmú pontján naponta több tízezer ember és gépkocsi halad keresztül négy fő irányban. A tér alatt elhaladó M2-es metróvonal második szakaszának elkészültével, 1972 decemberében megszűnt a tér mellett elhaladó Rákóczi úton a korábbi (19, 44, 67, 68) villamosközlekedés.

## Volt és jelenlegi épületei

### Nemzeti Színház
A tér középpontjában állt a „Nemzeti Színház”. A budapesti 2-es metró építésére hivatkozva a felújításra szoruló épületet 1965-ben felrobbantották. Más tervekkel a lerombolás megelőzhető lett volna. Az eklektikus stílusú tradíciókat őrző épület Ferdinand Fellner és Hermann Helmer tervei alapján épült 1872 és 1875 között. Homlokzatán, amely a tér felé nézett nagyméretű rizalitot láthattunk, amelyen hat oszlop tartotta timpanont, benne domborművel. Az első emeleti ablakok felett Kisfaludy Károly, Egressy Béni, és Gaal József mellszobra állt.
A Nemzeti Színház fő feladata volt a drámairodalom hazai és külföldi klasszikusainak színrevitele, a kortárs magyar dráma ápolása. Itt léptek fel leghíresebb színészei, köztük Bajor Gizi, Csortos Gyula, Ódry Árpád, Somlay Artúr és Újházi Ede.

### Corvin Áruház
A Corvin Áruházat 1926. március 1-jén nyitották meg, amelyet a hamburgi M. J. Emden Söhne cég alapított egymillió magyar korona alaptőkével. A részvénytársaság alelnöke és az áruház első igazgatója Lewin Miksa németországi nagytőkés volt. A Nemzeti Színház szomszédságában lévő nagyáruház Reiss Zoltán tervei alapján épült meg, klasszicizáló stílusú, díszes palotahomlokzattal. A látszólag egyemeletes homlokzat mögött négy emeletsor volt, teljes magasságukban összefüggő ablakokkal, ezeket csak fabetétek választották el, szinte észrevétlenül alsó és felső részre. A bejárat mögött kétszintes, üvegtetős csarnokrész fogadta a vásárlókat. A belső tereket és felületeket Beck Ö. Fülöp és Pongrácz Szigfrid plasztikus munkái díszítették. 1966-ban az eredeti homlokzatot alumíniumborítással takarták el, amit 2018-ban bontottak le az épület felújításának keretében.

### EMKE
A Rákóczi út és az Erzsébet körút sarkán volt az 1894-ben megnyitott EMKE kávéház, a korabeli Budapest egyik legismertebb és legnépszerűbb kávéháza. A zenés szórakozóhely nevét az Erdélyi Magyar Közművelődési Egyesületről kapta, amelynek a kávéházat alapító Wassermann Jónás is tagja volt. 1956-os szétrombolása után az épületet újjáépítették. A kávéház jelentőségét növeli, hogy a teret évtizedekkel a hivatalos névadás, sőt a tér átalakítása, valamint a kávéház bezárása után is EMKE-ként emlegették, mely a rendszerváltást követően kezdett kikopni a közbeszédből. Nevét viselte az 1971-ben épült közeli EMKE Szálló és a rendszerváltás után épült EMKE Irodaház is. A kávéház földszintjén eszpresszó és bisztró, emeletén étterem üzemelt. Jelenleg a Raiffeisen Bank egyik VII. kerületi fiókja működik a földszinten a régi kávéház helyén.

### Éjjel-nappali

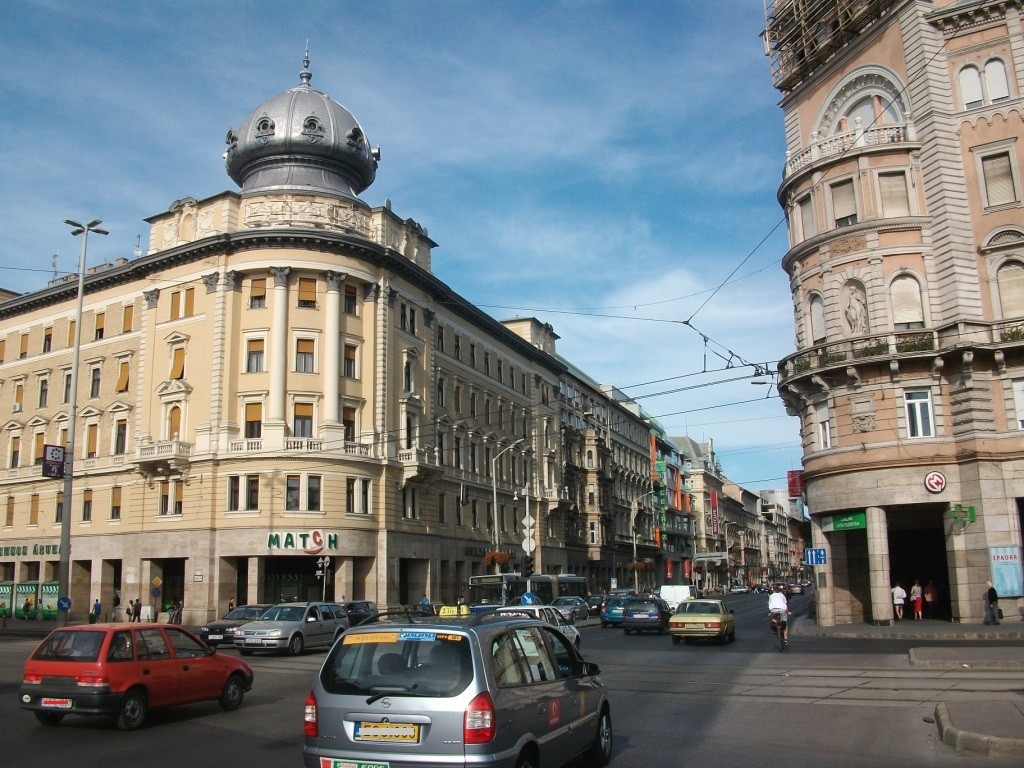
Az Erzsébet krt. 1-3. sz. sarokház (balra)

Az EMKE-vel szemben, a körút túlsó oldalán, az Erzsébet krt. 1–3. sz. alatti, Czigler Győző által a Pesti Hazai Első Takarékpénztár számára 1892-ben épített sarokház utcaszintjén volt az 1960-as évektől Budapest első, 24 órán keresztül üzemelő üzlete, az úgynevezett Éjjel-nappali CSEMEGE, a Közért (Községi Élelmiszer Kereskedelmi Rt.) kezelésében. Ma ugyan nem állandó nyitvatartással, de ugyanúgy élelmiszer-áruházként működik.

### Sajtóház
A Blaha Lujza tér, a Somogyi Béla utca és a József körút által határolt területen két régi bérházból, valamint a Budapesti Hírlap egykori szerkesztőségének és nyomdájának otthont adó épületből 1949-ben alakították ki a Hírlapkiadó Vállalat székházát. A három házból összegyúrt épületen belül a József körút 7. megtarthatta eredeti, műemléki értékű homlokzatát, míg a többi egységes arculatot kapott. Ebben a formában vált az – akkor még – a Nemzeti Színház uralta tér meghatározó épületévé, szerkesztőségek tucatjainak (Népszabadság, Esti Hírlap stb.) adva otthont hosszú évtizedeken át. A köznyelvben Sajtóházként ismert épület a rendszerváltást követő évtized alatt kiürült, és éveken át üresen árválkodott a Blaha Lujza téren. 2005-ben lebontották, 2005–2011 között a József körúti régi homlokzat megtartásával, mintegy ötmilliárd forintos költséggel korszerű szálloda-irodaház épült Europeum néven a helyén.

## Megközelítése
A tér Budapest két jelentős forgalommal bíró útjának, a József körútnak és a Rákóczi útnak a kereszteződésénél található. Az utak találkozásánál aluljáró húzódik, innen nyílik az M2-es metró Blaha Lujza tér állomásának utasforgalmi csarnoka is. A teret helyzetéből adódóan számos busz-, és villamosjárat is érinti:
- Villamos:  4, 6, 28, 28A, 37, 37A, 62
- Autóbusz:  7, 7E, 8E, 99, 107, 108E, 110, 112, 133E, 217E
- Éjszakai autóbusz:  907, 907A, 908, 908A, 923, 931, 931A, 956, 973, 973A, 990

## Képek

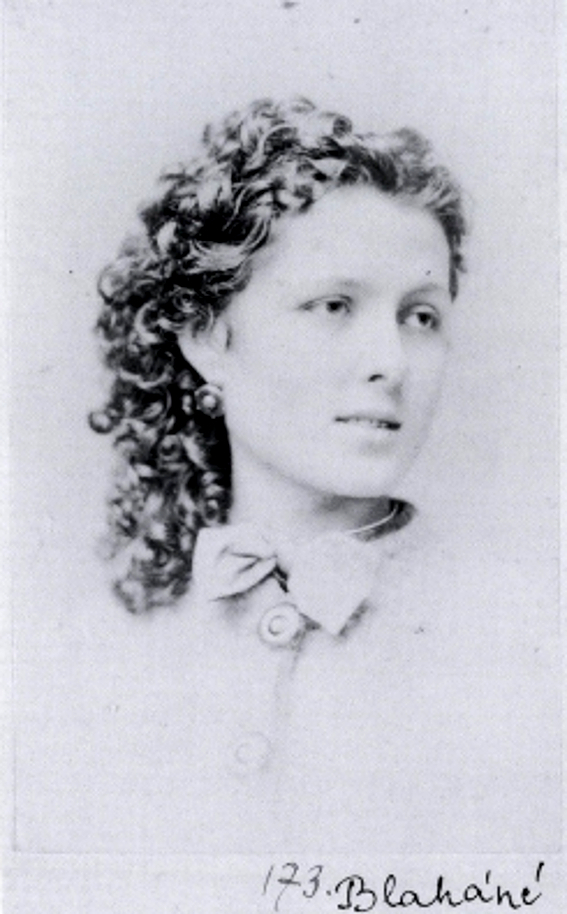
Blaha Lujza, a tér névadója
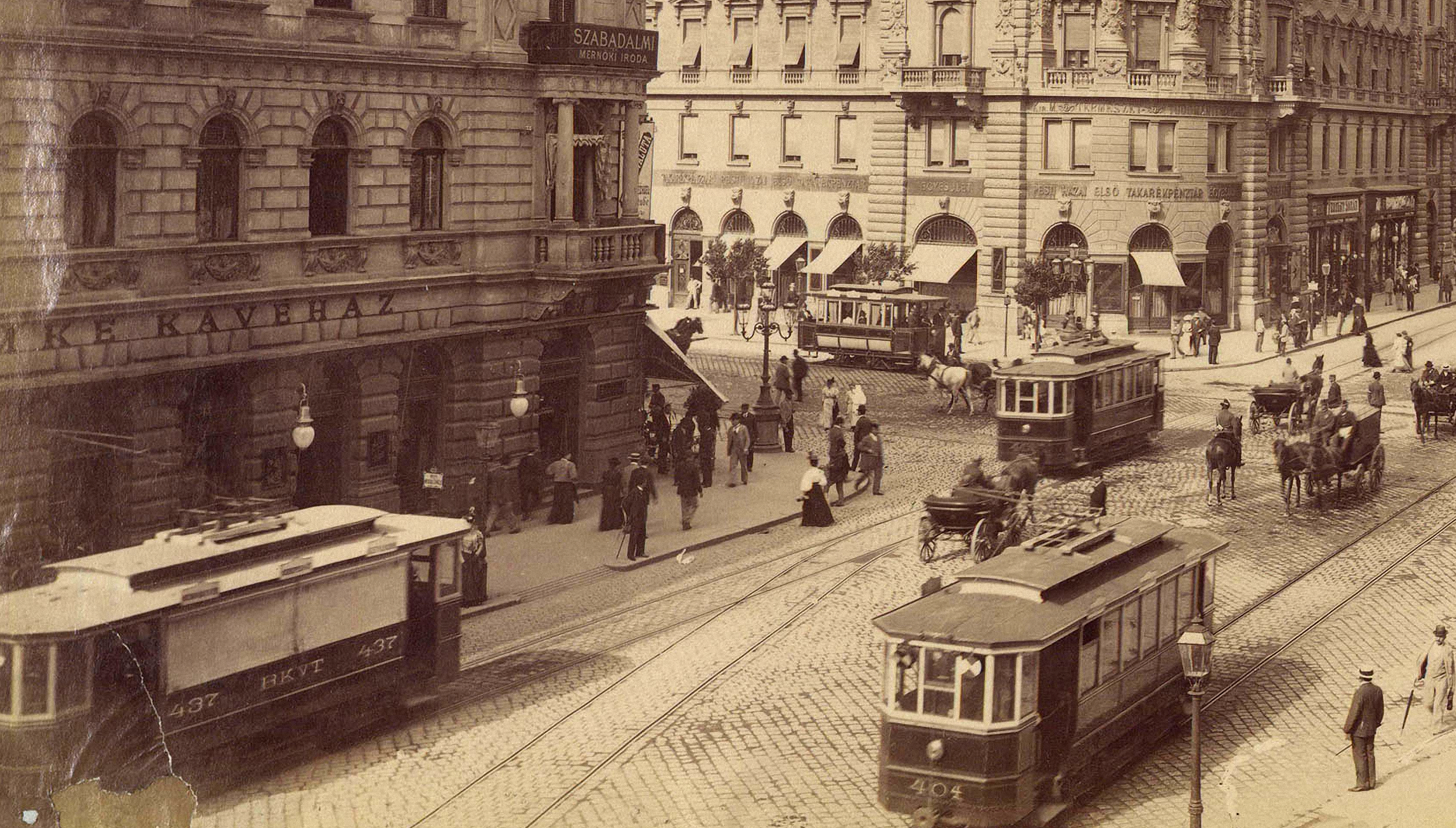
Az EMKE kávéház a kép bal oldalán, 1905-ben
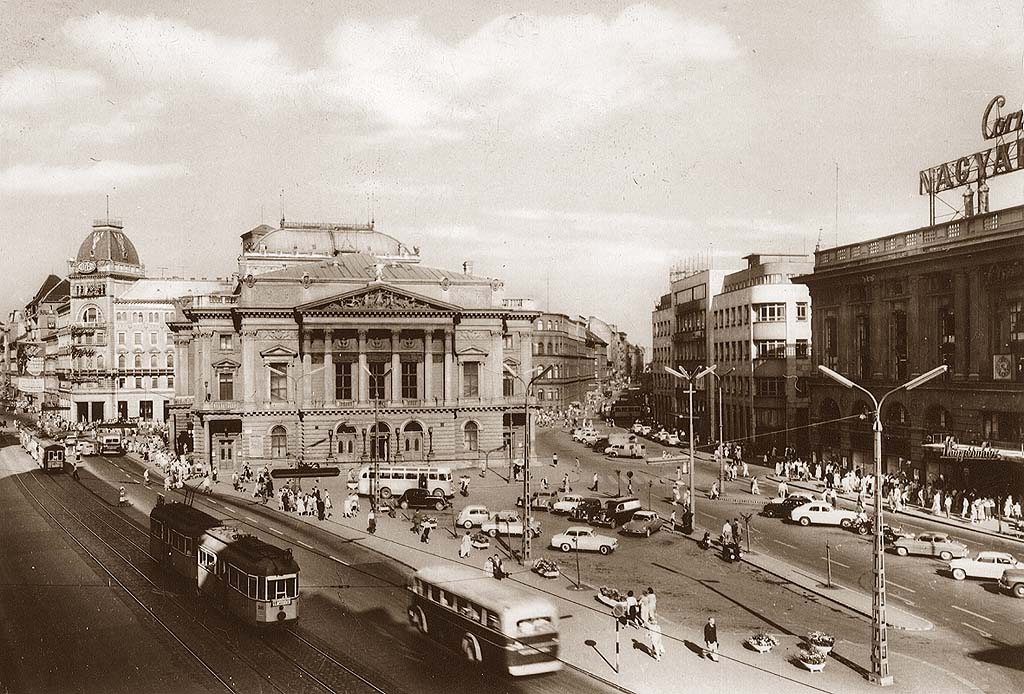
A Blaha Lujza tér és a Nemzeti Színház épülete az 1950-es években
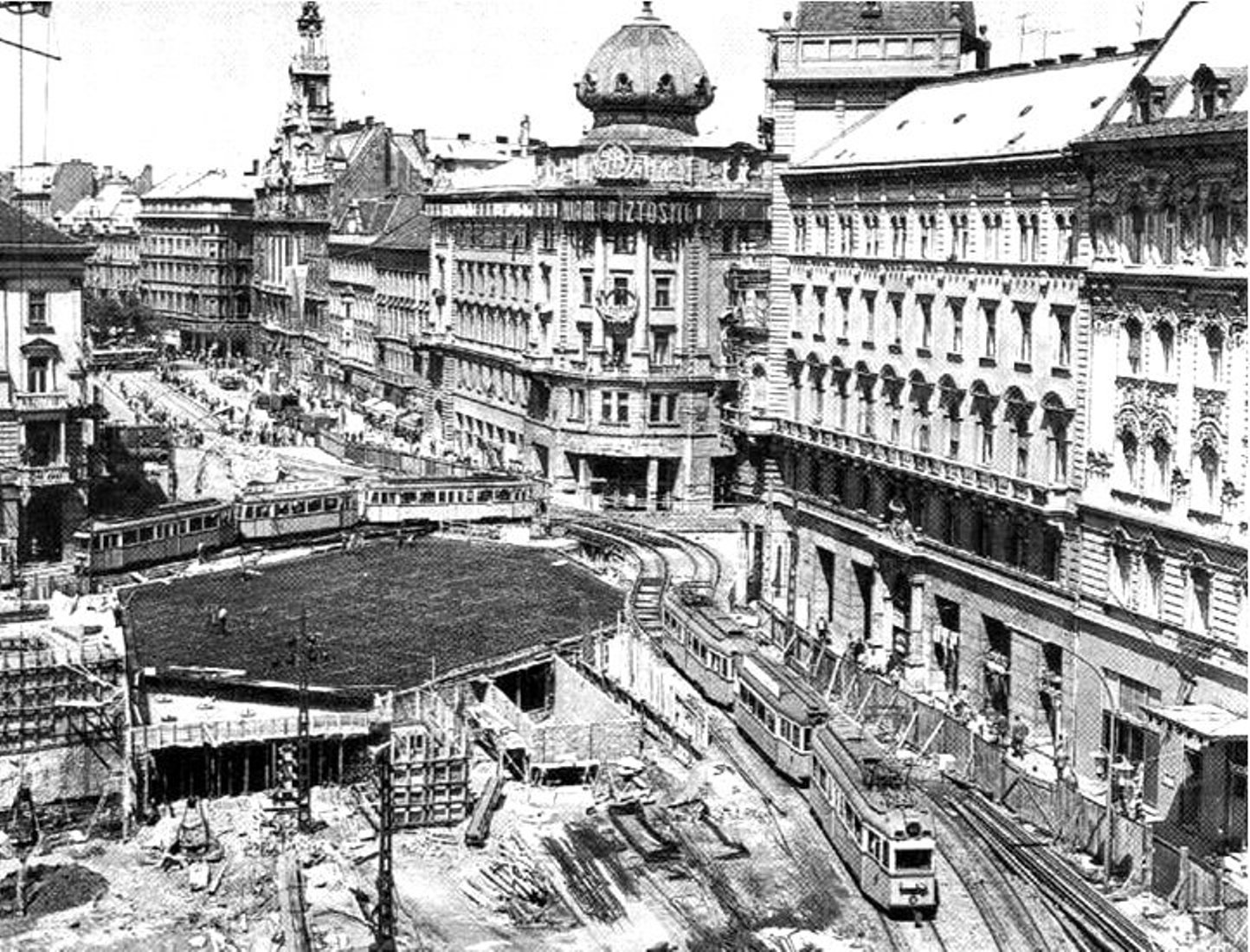
Metróépítés az 1960-as évek végén
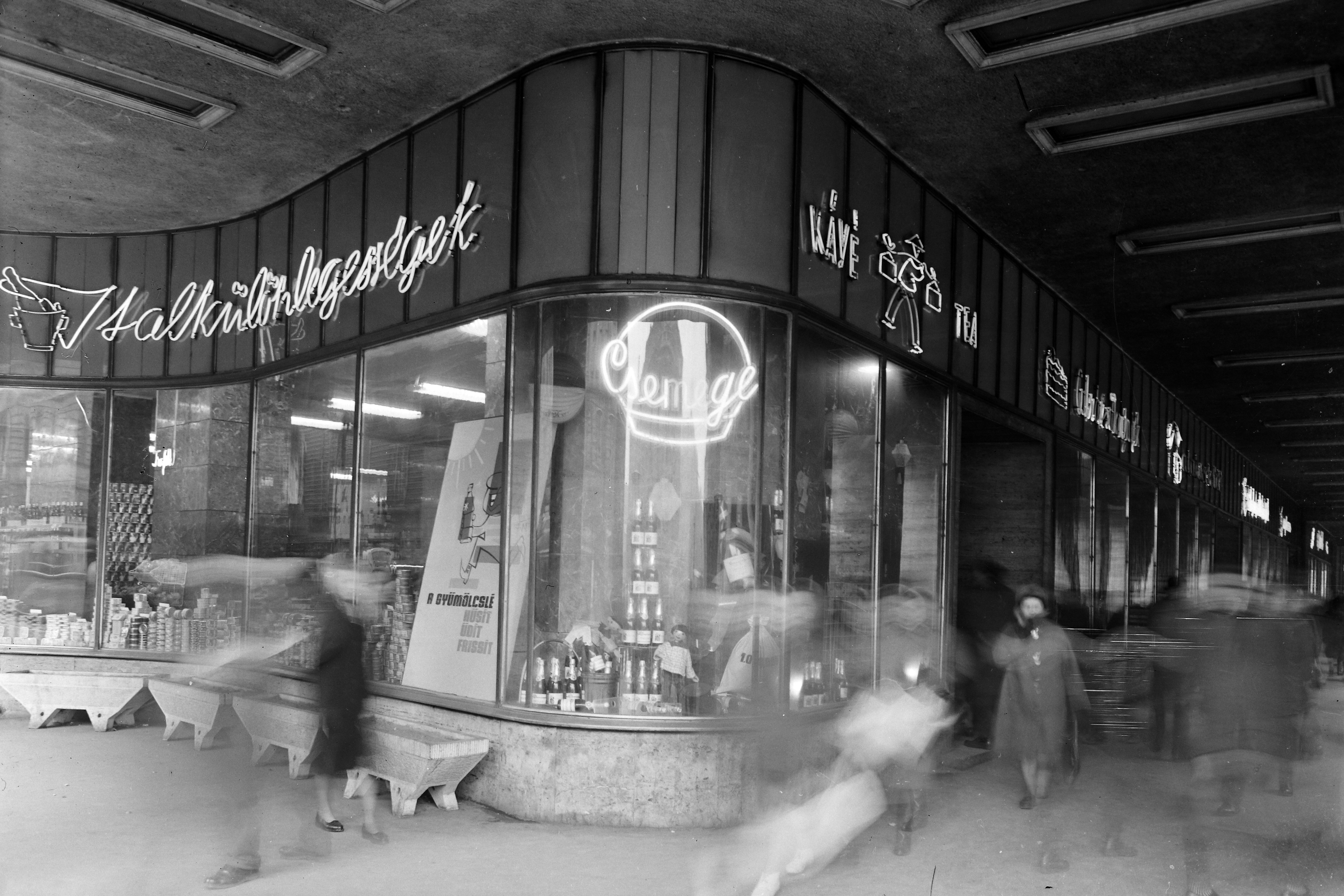
A Éjjel-nappali CSEMEGE áruház
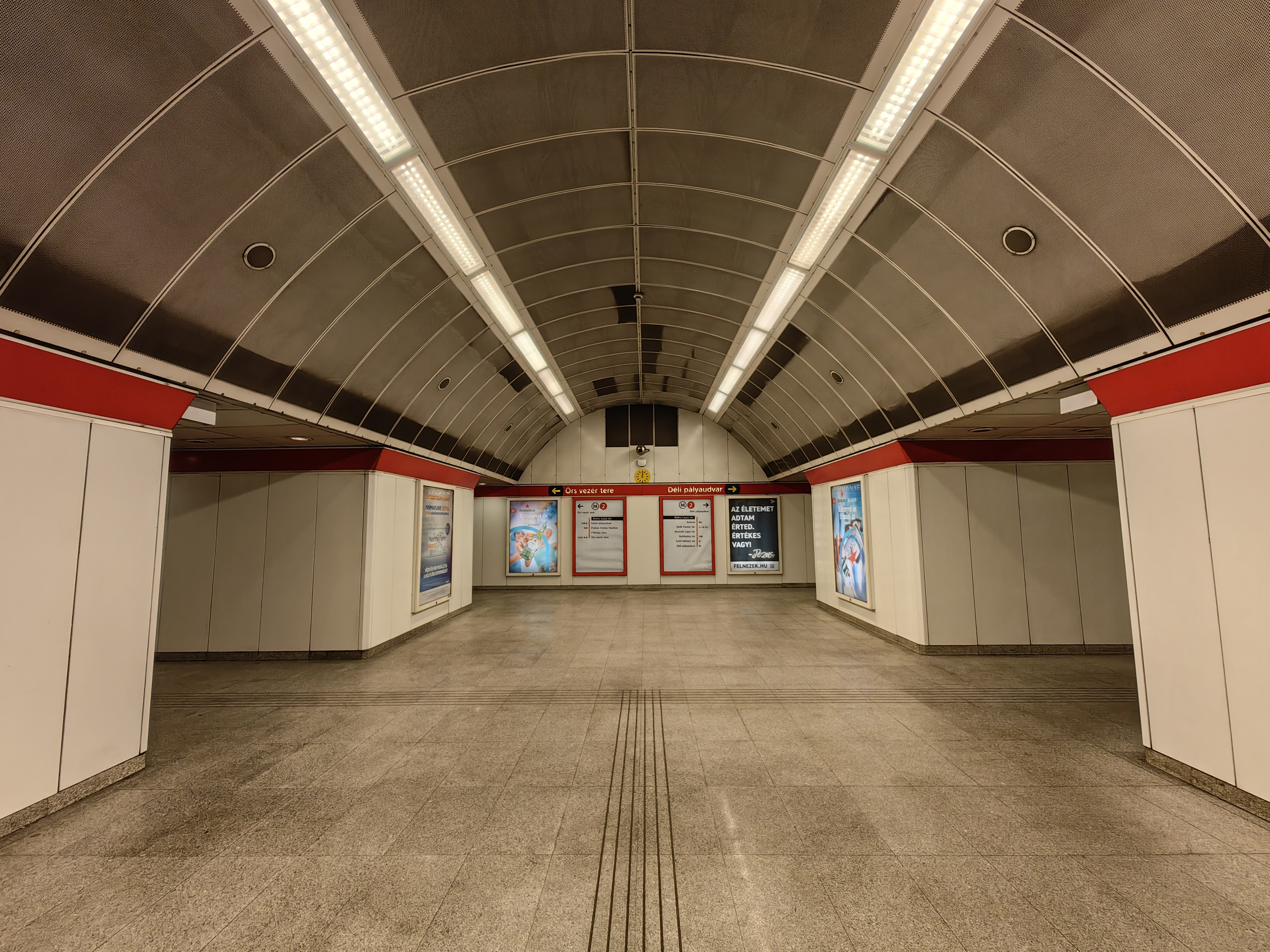
A metróállomás
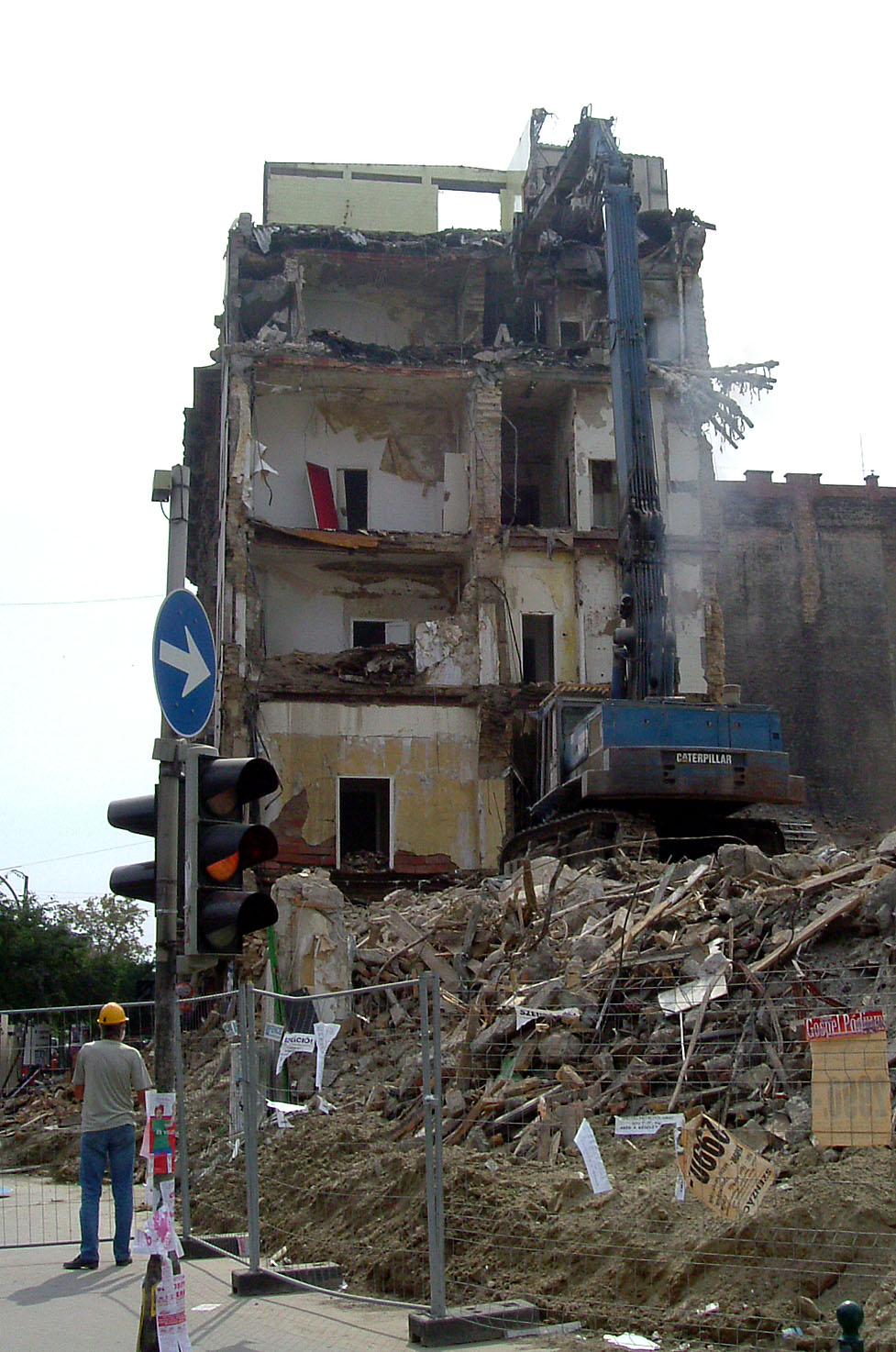
Bontják a sajtóházat
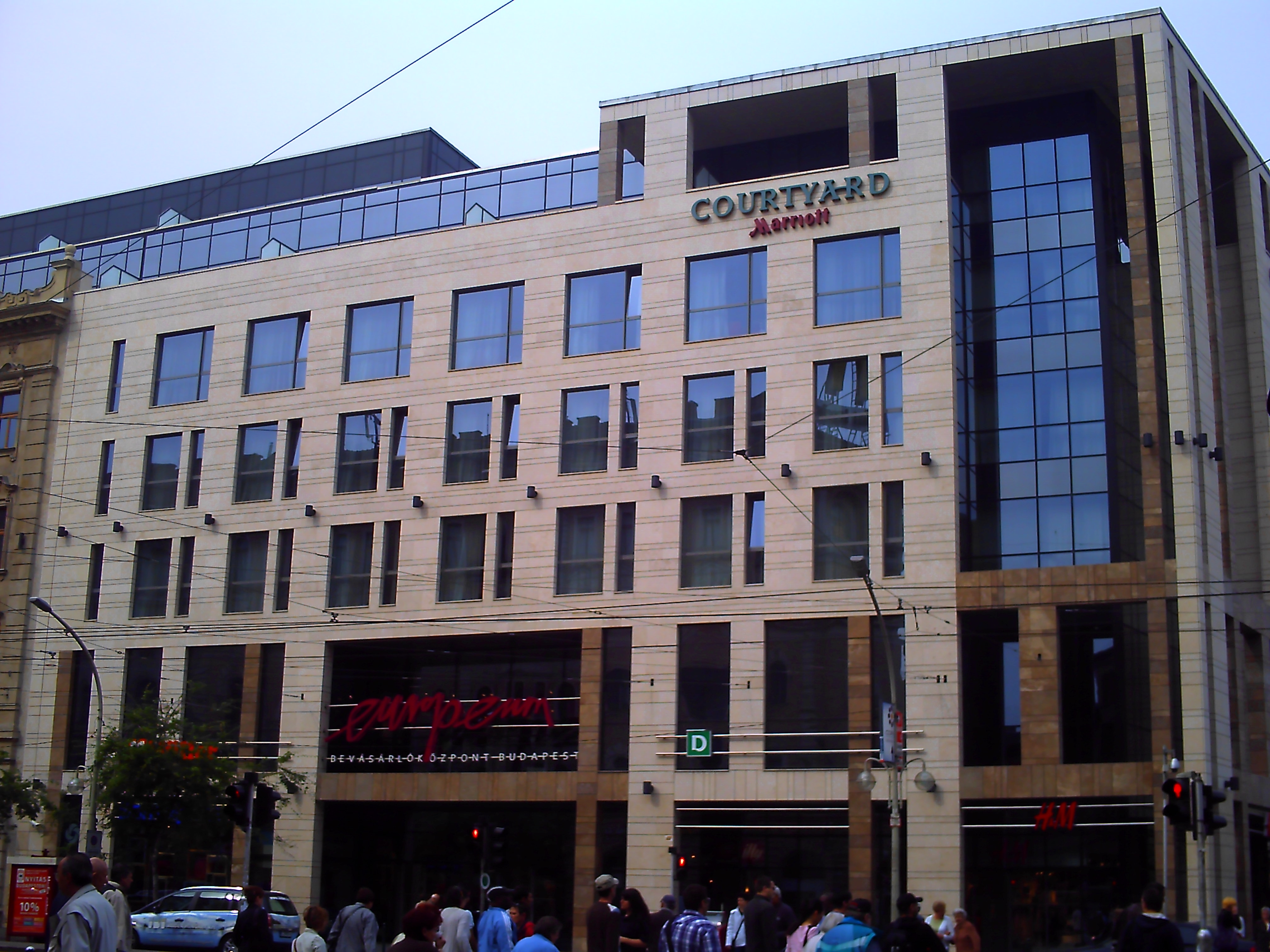
A sajtóház helyén épült Europeum bevásárlóközpont
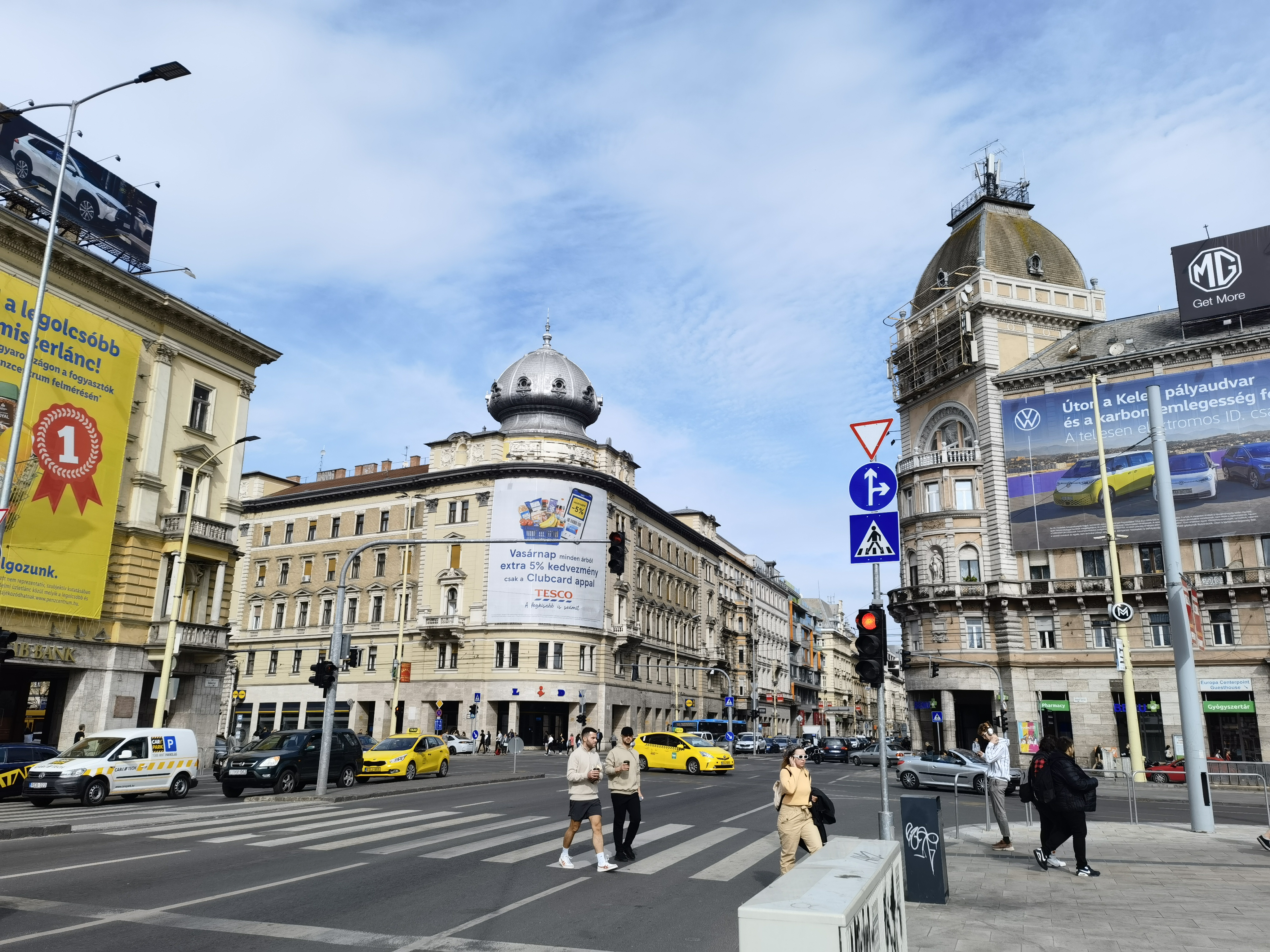
A tér 2023-ban
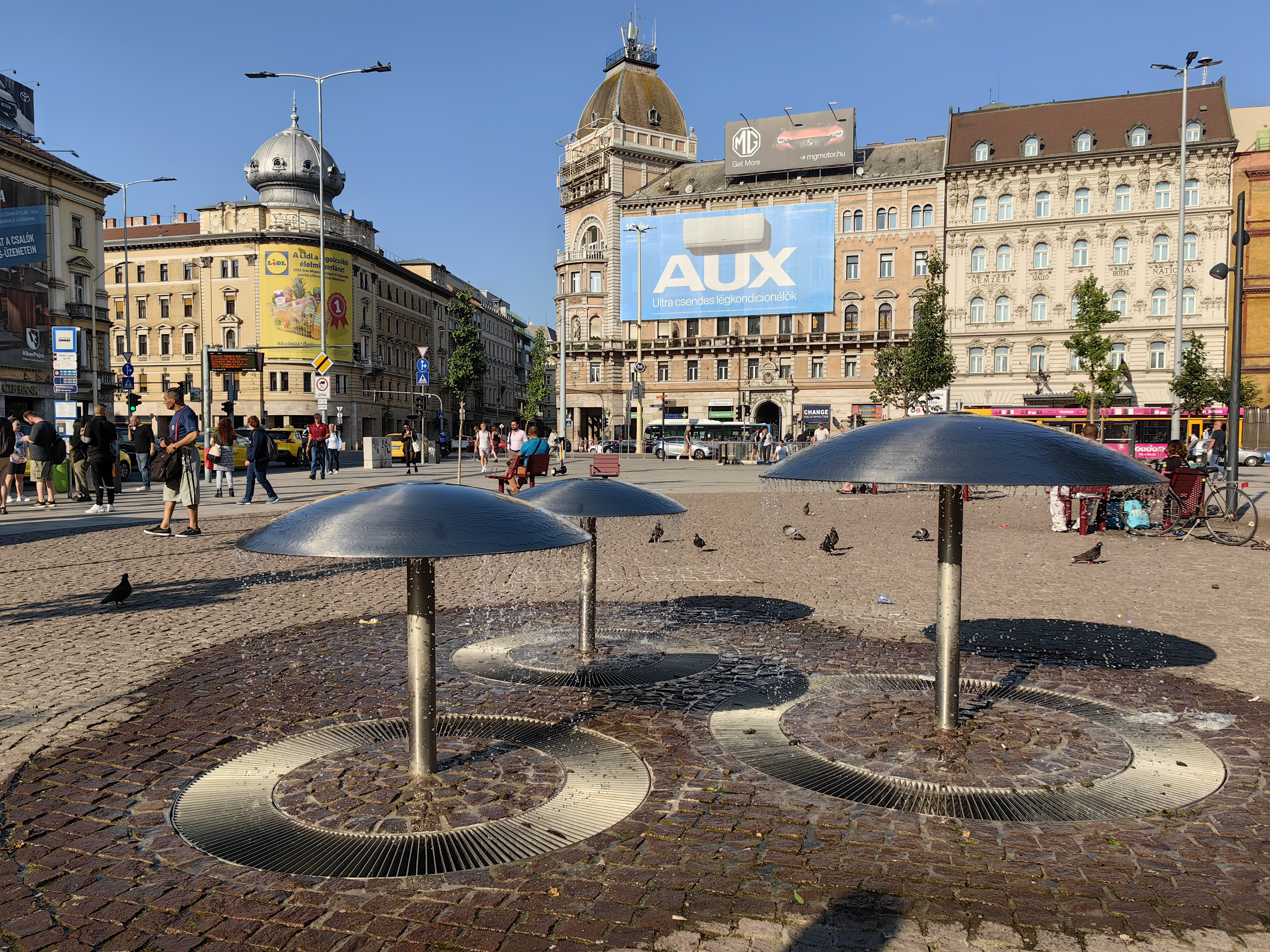
A tér 2023-ban

## A tér az irodalomban, filmekben
- A tér több jelenet helyszíne Kondor Vilmos magyar író Budapest novemberben című bűnügyi regényében.